# Marco Capetillo
Marco Antonio Capetillo Hernández (17 de febrero de 1976, México, D. F.) es un futbolista mexicano que jugó en la posición de delantero. 

## Trayectoria
Hizo su debut profesional con el Club América el 12 de marzo de 1995, al entrar como sustituto contra el Toros Neza.
debutando en 94-95, pasó por Atlante, pero no es hasta el Invierno 99 cuando llega a Puebla y tiene la oportunidad de jugar con mayor regularidad. Para el Apertura 2003 es transferido a Necaxa. Es un delantero que tiene buenas cualidades, rápido y de buen golpeo de balón, pero que no ha podido consolidarse como se esperaba.

### Clubes
| Club                             | País   | Año       |
| -------------------------------- | ------ | --------- |
| Club América                     | México | 1995-1997 |
| Club de Fútbol Atlante           | México | 1997-1999 |
| Puebla Fútbol Club               | México | 1999-2003 |
| Club Necaxa                      | México | 2003-2005 |
| Lobos BUAP                       | México | 2005      |
| Lagartos de Tabasco              | México | 2006      |
| Tiburones Rojos de Coatzacoalcos | México | 2006-2008 |
| Tampico Madero Fútbol Club       | México | 2008-2009 |
| Puebla Fútbol Club               | México | 2010      |

- Datos: Q7817896